# Pat Badger
Patrick John "Pat" Badger, född 22 juli 1967 i Boston i Massachusetts, är en amerikansk basist som bland annat medverkat i hårdrocksgruppen Extreme.